# I'm a Fire
I'm a Fire è un singolo della cantautrice statunitense Donna Summer, pubblicato l'11 marzo 2008 come primo estratto dall'album Crayons dall'etichetta Burgundy Records.

## Successo commerciale
Il singolo raggiunse la 1ª posizione nella classifica di Billboard Hot Dance Club Play e fu il tredicesimo brano della cantante a raggiungere tale posizione; per questo la Summer diventò l'artista con il maggiore intervallo di tempo tra il primo e l'ultimo singolo in tale classifica (dal 1975 al 2008), impresa che finora solamente Madonna è riuscita ad eguagliare.

## Tracce
1. I'm a Fire (Solitaire Club Mix) – 7:10
2. I'm a Fire (Craig C's Burning Club Mix) – 7:46
3. I'm a Fire (RedTop's Burning Extended Vocal Mix) – 7:16
4. I'm a Fire (Roca Sound Original Album Version) – 7:10